# Aphis introducta
Aphis introducta är en insektsart som beskrevs av Walker 1849. Aphis introducta ingår i släktet Aphis och familjen långrörsbladlöss. Inga underarter finns listade i Catalogue of Life.